# 波蘭電視台文化頻道
波蘭電視台文化頻道（波蘭語：TVP Kultura）是波蘭電視台一條於2005年開播的電視頻道，主要播放各類文化和藝術節目。這條頻道曾經使用 Astra 19.2°E 衛星向外傳輸訊號，不過後來因為經濟原因而在2014年12月31日終止播送。